# (4896) Tomoegozen
(4896) Tomoegozen est un astéroïde de la ceinture principale.

## Description
(4896) Tomoegozen est un astéroïde de la ceinture principale. Il fut découvert le 20 décembre 1986 à Ojima par Tsuneo Niijima et Takeshi Urata. Il présente une orbite caractérisée par un demi-grand axe de 3,11 UA, une excentricité de 0,17 et une inclinaison de 16,5° par rapport à l'écliptique.

## Compléments